# Tadaaki Matsubara
Tadaaki Matsubara (松原 忠明 Matsubara Tadaaki?,  nacido el 2 de julio de 1977 en Shizuoka) es un exfutbolista japonés. Jugaba de centrocampista y su último club fue el FC Ryukyu de Japón.

## Trayectoria

### Clubes
| Club                 | País  | Año         |
| -------------------- | ----- | ----------- |
| Shimizu S-Pulse      | Japón | 1996 - 1998 |
| Jatco TT             | Japón | 1999 - 2000 |
| Tokyo Verdy          | Japón | 2001        |
| Okinawa Kariyushi FC | Japón | 2002        |
| FC Ryukyu            | Japón | 2003 - 2006 |

## Palmarés

### Títulos nacionales
| Título         | Club            | País  | Año  |
| -------------- | --------------- | ----- | ---- |
| Copa J. League | Shimizu S-Pulse | Japón | 1996 |